# Freestyleskiën op de Olympische Winterspelen 2014 - Slopestyle vrouwen
Het onderdeel slopestyle voor vrouwen tijdens de Olympische Winterspelen 2014 vond plaats op 11 februari 2014 in het Rosa Choetor Extreme Park in Krasnaja Poljana.
Het onderdeel slopestyle stond voor de eerste maal op het programma.

## Tijdschema
| Datum       | Lokale tijd | MET   | Ronde        |
| ----------- | ----------- | ----- | ------------ |
| 11 februari | 10:00       | 07:00 | Kwalificatie |
| 11 februari | 13:00       | 10:00 | Finale       |

## Uitslag

### Kwalificatie
| #  | Bib | Naam                     | Land             | Run 1 | Run 2 | Beste run | Opm. |
| -- | --- | ------------------------ | ---------------- | ----- | ----- | --------- | ---- |
| 1  | 2   | Dara Howell              | Canada           | 88.80 | 35.20 | 88.80     | Q    |
| 2  | 16  | Kim Lamarre              | Canada           | 85.40 | 38.00 | 85.40     | Q    |
| 3  | 12  | Katie Summerhayes        | Groot-Brittannië | 81.40 | 84.00 | 84.00     | Q    |
| 4  | 20  | Yuki Tsubota             | Canada           | 76.60 | 81.00 | 81.00     | Q    |
| 5  | 4   | Devin Logan              | Verenigde Staten | 79.40 | 80.40 | 80.40     | Q    |
| 6  | 5   | Emma Dahlström           | Zweden           | 9.20  | 79.20 | 79.20     | Q    |
| 7  | 32  | Anna Segal               | Australië        | 75.40 | 78.80 | 78.80     | Q    |
| 8  | 30  | Julia Krass              | Verenigde Staten | 78.40 | 39.20 | 78.40     | Q    |
| 9  | 11  | Eveline Bhend            | Zwitserland      | 67.20 | 77.20 | 77.20     | Q    |
| 10 | 18  | Camillia Berra           | Zwitserland      | 74.40 | 74.80 | 74.80     | Q    |
| 11 | 3   | Keri Herman              | Verenigde Staten | 27.40 | 72.40 | 72.40     | Q    |
| 12 | 6   | Silvia Bertagna          | Italië           | 70.60 | 11.80 | 70.60     | Q    |
| 13 | 8   | Dominique Ohaco          | Chili            | 69.60 | 51.40 | 69.60     |      |
| 14 | 1   | Lisa Zimmermann          | Duitsland        | 20.00 | 67.20 | 67.20     |      |
| 15 | 26  | Anna Willcox-Silfverberg | Nieuw-Zeeland    | 62.40 | 34.40 | 62.40     |      |
| 16 | 19  | Philomena Bair           | Oostenrijk       | 57.60 | 20.00 | 57.60     |      |
| 17 | 29  | Julia Marino             | Paraguay         | 36.40 | 25.60 | 36.40     |      |
| 18 | 28  | Natália Šlepecká         | Slowakije        | 34.60 | 32.60 | 34.60     |      |
| 19 | 33  | Kaya Turski              | Canada           | 14.60 | 28.00 | 28.00     |      |
| 20 | 13  | Zuzana Stromková         | Slowakije        | 24.40 | 20.20 | 24.40     |      |
| 21 | 31  | Anna Mirtova             | Rusland          | 17.40 | 21.60 | 21.60     |      |
| 22 | 27  | Chiho Takao              | Japan            | 10.00 | 8.60  | 10.00     |      |

### Finale
| #      | Bib | Naam              | Land             | Run 1 | Run 2 | Beste run |
| ------ | --- | ----------------- | ---------------- | ----- | ----- | --------- |
| Goud   | 2   | Dara Howell       | Canada           | 94.20 | 48.40 | 94.20     |
| Zilver | 4   | Devin Logan       | Verenigde Staten | 85.40 | 30.00 | 85.40     |
| Brons  | 16  | Kim Lamarre       | Canada           | 15.00 | 85.00 | 85.00     |
| 4      | 32  | Anna Segal        | Australië        | 77.00 | 28.80 | 77.00     |
| 5      | 5   | Emma Dahlström    | Zweden           | 72.80 | 75.40 | 75.40     |
| 6      | 20  | Yuki Tsubota      | Canada           | 71.60 | 28.40 | 71.60     |
| 7      | 12  | Katie Summerhayes | Groot-Brittannië | 19.40 | 70.60 | 70.60     |
| 8      | 6   | Silvia Bertagna   | Italië           | 69.60 | 21.80 | 69.60     |
| 9      | 11  | Eveline Bhend     | Zwitserland      | 58.40 | 63.20 | 63.20     |
| 10     | 3   | Keri Herman       | Verenigde Staten | 50.00 | 35.40 | 50.00     |
| 11     | 30  | Julia Krass       | Verenigde Staten | 42.40 | 38.60 | 42.40     |
| 12     | 18  | Camillia Berra    | Zwitserland      | 5.60  | 30.40 | 30.40     |